# Чандра

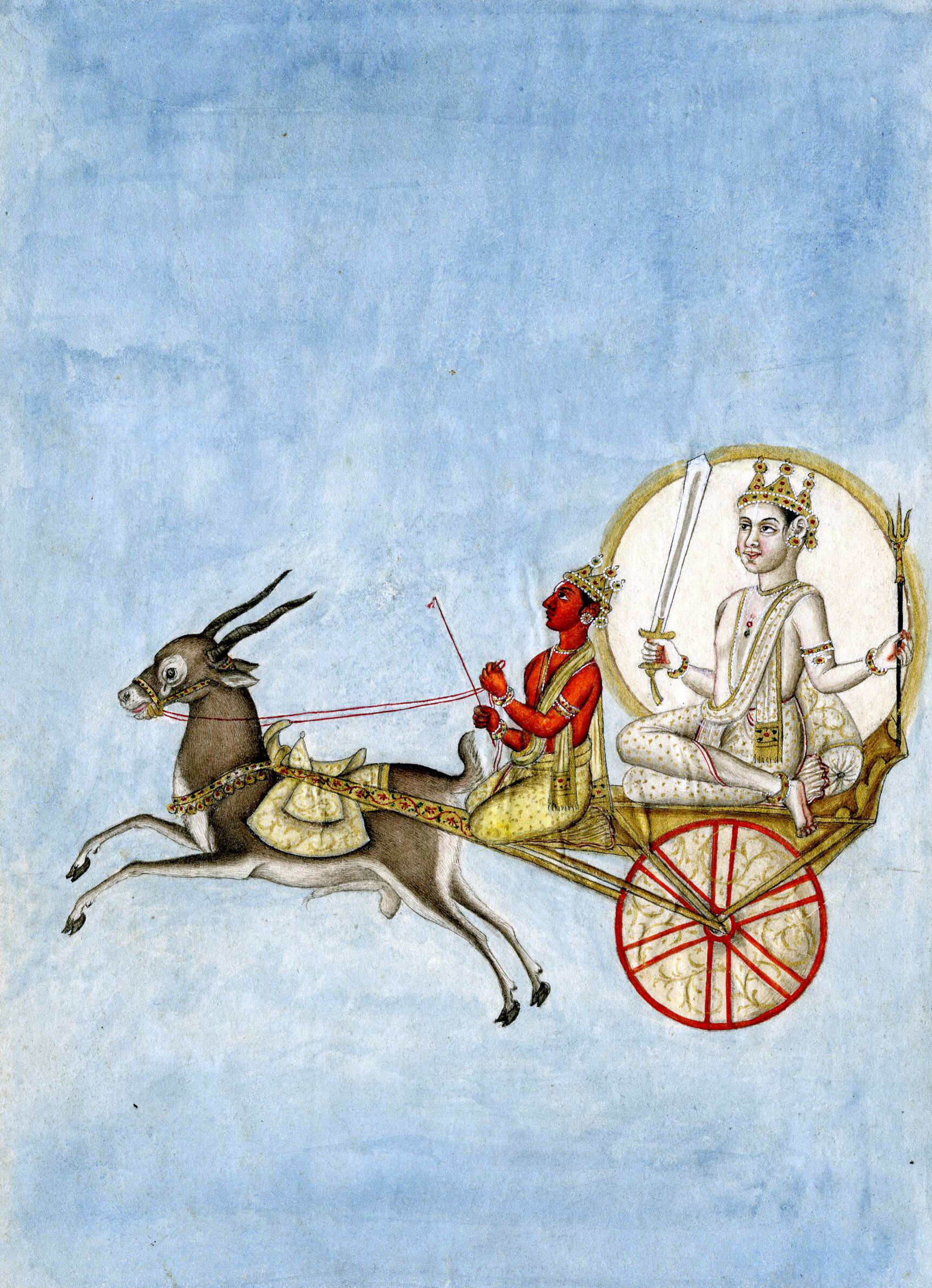
Чандра

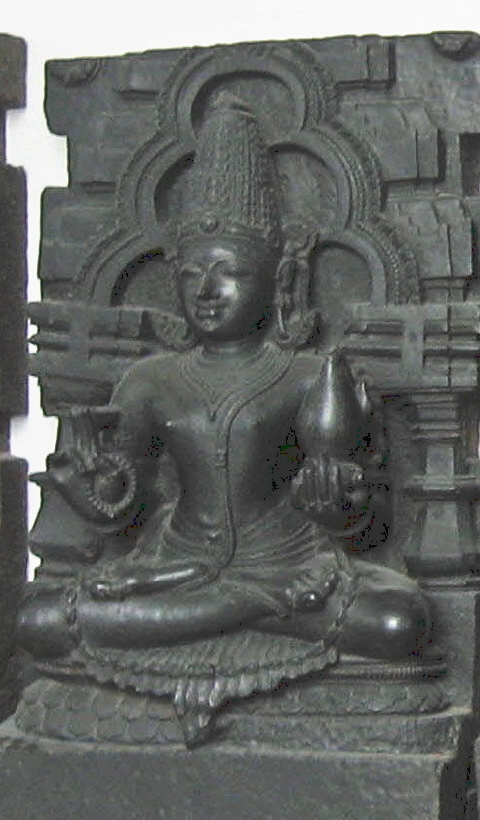
Чандра. Скульптура з Британського музею

Ча́ндра (санскр. चन्द्र) — «блискучий», на санскриті «місяць») — в індуїзмі ім'я бога Місяця (Чандралоки), а також багатьох інших персонажів Індуїзму. Правитель дня понеділка. Входить до складу імен і прізвищ. В джйотиші положення Чандри у гороскопі є найважливішим серед наваграх. В практиці йоги є комплекс вправ, для взаємодії з енергіями Місяця, цей комплекс називається «Чандра-намаскара» [Архівовано 27 червня 2012 у Wayback Machine.]. Існує аналогічний комплекс асан зі зверненням до Сонця — «Сур'я- намаскара».

## Опис
Сома - Привабливий Бог, особливо прихильний до дітей. Чандра, як і Сур’я доступний нашому зору і сприйняттю.
Його обличчя сяє білизною і привабливістю. Сома одягнений у білі шати і сидить в лотосі, на білій колісниці, запряженій сім'ю білими кіньми. Його голову вінчає золота корона, а шию прикрашають прикраси з перлів.
Однією рукою Сома тримає булаву, а іншою благословляє.
Інший опис Чандри, являє нам наступний лик цього Бога.
Чандра управляє жіночою природою і материнством, уявою та інтуїцією, розумом і свідомістю, Чандра трансформує пекучу енергію Сур’ї в цілющу, притягує, енергію материнської турботи, яка відбивається на планету Земля. Місяць керує нашою душею, вірніше її проявом у вигляді емоцій і ментальних процесів, атман уособлений антилопою, на якому сидить Чандра. В одній руці, він тримає чакру, щоб видаляти світлом знання і мудрості наше невігластво, в іншій руці Шанкх-раковину (символ ОМ-кари), який дарує звільнення. У своїй третій руці він тримає лотос - символ чистоти, і четвертою керує антилопою, що символізує нашу душу.
У ведичних гімнах, Чандра ототожнюється з нектаром «сома», який дає сили натхнення і творчості, сили духу і впевненості ... в гімнах Рігведи, напій сома вшановується, як «божество», що дарує благі дари своїм шанувальникам і богам.
Також, як і сомі, арії поклонялися і Сомі, Небесному Вершнику, котрий також дарував життєві сили, силу натхнення і творчості, захист і благодать ... Численні гімни Вед містять вихваляння, поклоніння і молитви  «Місячному Царю», якого оспівують і як Сому-Небесного, і як сому-амриту ... благаючи його про благословлення ...
Вважається, що саме сік соми надавав мудрецям натхнення і мудрість, як місячне світло заспокоює розум і пробуджує дух, так і сома додавала натхнення і сили шанували його ...
Богам амріта-сома надавала силу і сміливість ...
Як Місяць впливає на води і життєві соки в природі, так і в ритуалі яджня, сома надавав сили і устремління ...
Практично вся дев'ята книга Рігведи присвячена Сомі, крім цього Сома прославляється і в інших мандалах Рігведи, «зливаючись» з Агні, Індрою, Рудрою ....
Підношення - солодка вівсяна каша на молоці, молочний рис, сушені та свіжі фрукти, які ставлять на місячне світло, крім цього відбувається садхана, яка приносить гармонізацію впливу Місяця, здоров'я і ізцеленія від астми.
Найсприятливіший понеділок, який випадає на Шиваратрі або коли Місяць знаходиться у Тельці.
Розумові або ментальні проблеми, психічні та емоційні відхилення, захворювання шкіри, набряки і порушення балансу дош це ті проблеми, які «дарує» Місяць у своєму «шкідливий» аспекті.
Здійснюючи Шанті-пуджу Соме цих проблем можна уникнути або пом'якшити їх тяжкість.
Для тих, кому Сома прихильний, Він дарує щасливий шлюб, процвітання, щастя і благополуччя, чистота розуму і свідомості, влада і слава, знання і божественну мудрість.
Місяць сильна з десятого дня зростаючого циклу Місяця до п'ятого дня спадної циклу Місяця і вважається сприятливою планетою (шубха Граха).
Це сприятливо для тих, хто народжені в зростаючий цикл Місяця і надає шкідливий вплив на тих, хто народжені в регресний цикл Місяця.
Місячним днем є понеділок - Сомвар (гінді), який сприятливий для виконання підношень і шанування Місяця.
Сома є «котрі виявляють» материнських почуттів і жіночності, добробуту і щастя, краси, зору, пам'яті і розуму.
Управляє божество Місяця - Кайласанатхар (Шива) і Його дружина - Періянаякіамман (Деві).
Сома управляє водою, а його впливом керує - Гаурі Деві.
Його колір - білий, їздова тварина (вахана) - білий кінь. Підношенням йому служить рис і сир, квіти білої аралії, біла тканина, його каменями є перли і місячний камінь.
Також слід зазначити, що в присутності Раху в гороскопі, може відбуватися придушення місяця, що несе нерішучість і слабшанню позицій Місяця.
Для того, що гармонізувати вплив Місяця або «зняти» негативний вплив необхідна Шанті Сома-пуджа або хома Чандрі ...

## Чандра у індуїзмі
Індуїсти називають Чандру також іншими іменами, в «Бхагавата-пурані». Оскільки від Місяця йде цілюща прохолода, яка сприятливо впливає на посіви, Бхаґавата-Пурана характеризує Чандру як життя всього живого, і називає його Дживою — головною істотою Всесвіту. Ще одне з імен Чандри — Маномая — означає, що Чандра є божеством, яке керує розумом кожної живої істоти. За те, що Чандра дає енергію росту всім рослинам, Бхагавата-пурана називає його Аннамая, а ім'ям Амрітамая Чандра названий за те, що є джерелом життєвої сили всіх істот. Хто служить Верховній Особі Бога в образі бога Місяця називають Чандру ім'ям Сома. Він встановлює часу і панує над всесвітом.
В традиції гаудіа-вайшнавізма Чандра (як і всі інші божества) знаходиться в підпорядкуванні верховного Бога Вішну (Крішни), який підтримує все творіння і є центром світобудови. 
В «Бхагавата-пурані» Чандра часто згадується в ряду імен інших богів, таких як Індра, Сур'я, Варуна, Ваю. Всі вони є представниками Вішну (Крішни), наділені особливими повноваженнями і керують різними планетами всесвіту.
За вченням Мадхвачарї, Чандра знаходиться на 12 ступені ієрархії божественності божеств, які служать Вішну, виконуюючи різні функції в світобудові.
Якщо чандра грахан (місячне затемнення) не видно неозброєним оком, це не має значення для індусів у релігійних заходах. Напівтіньове місячне затемнення (Penumbral Eclipse) не видно неозброєним оком, отже, не проводять ніяких ритуалів. Якщо затемнення видно під час темної фази (Umbral Phase), тільки його слід розглядати для здійснення релігійної діяльності. 
Якщо Чандра грахан не видно у Вашому місті, то ви не повинні дотримуватися його. Запобіжні заходи, які радили під час сутак повинні бути прийняті, тільки якщо Чандра грахан видна в вашому місті незалежно від погодних умов. Sutak -  несприятливий час до Сурья грахан і Чандра грахан. Згідно індуїстським віруванням, атмосфера Землі забруднюється під час нього і додаткові запобіжні заходи повинні бути прийняті, щоб уникнути будь-яких шкідливих побічних ефектів у зв'язку з забрудненням.
Під час сонячного затемнення сутак спостерігається протягом 4 прахар і перед місячним затемненням спостерігається протягом 3 прахар. Є всього 8 прахар від сходу до сходу сонця. Отже Sutak спостерігається протягом 12 годин до сонячного затемнення і протягом 9:00 до місячного затемнення.
Всі види продуктів харчування  тверді або рідкі заборонені у Sutak. Тому не слід їсти протягом дванадцяти годин до сонячного затемнення і протягом дев'яти годин до місячного затемнення і аж до кінця затемнення. Однак для дітей, хворих і людей похилого віку  обмежується тільки однією прахар або 3 години.
Sutak спостерігається тільки тоді, коли затемнення видно в місці обговорюваного питання.
Вагітним жінкам строго не рекомендується виходити на вулицю під час затемнення. Вважається, що у зв'язку із згубним впливом Раху і Кету, дитина може стати інвалідом і ймовірність викидня збільшується. Вагітним жінкам також рекомендується не різати або шити будь-яку тканину.
Заборонені види діяльності - олійний масаж, пиття води, Мал-Mutra Visarjan, розчісування волосся, чищення зубів і сексуальна активність.
Рекомендується вживати їжу тільки ту, яку готували після затемнення. Харчові продукти, такі як пшениця, рис, інші зернові та соління, які не можуть бути відкинуті, повинні бути захищені шляхом додавання трави куша або листя туласі. Після затемнення слід приймати ванну і повинні зробити підношення чи благодійність для брахманів. Підношення після затемнення вважається вельми корисним.
Також важливим є Чандра даршан - перша поява Місяця після безмісяччя (молодик) після заходу Сонця, 1 тітхі кожного місяця .

## Мантри
Щопонеділка або в період зростаючого Місяця виконується джапа AUM sraM sriiM srauM sah chandraaya namaH – 18Х108 раз. 
Один з варіантів Садхани.
Вночі звернувшись обличчям на північний захід, сидячи на рогожі або килимку, піднести молитви Гуру і Шиві.
І Вимовити наступну шлоку:
- Praatah smarAmi bhavabhItihar suresham

gangAdharam vrishabha vAhanamambikesham 
khatvAngsulam vardabhay hastmesham 
sansara roga harmousadam adwitiyam 
Після цього, розміщують янтру Чандри і закликають Сому читаючи молитву:
- AUM SRAM sriiM srauM sah chandraaya namah

Далі читаючи Чандра Гайатрі 11 разів наносять на янтру тилак (ставлять крапку) 11 разів з пастою кум-кума.
- Кшірапутрая відмахе

амрітаттвая дхімахі
танно Чандра прачодаят
Поклоняємося народженому в молочному океані
медитуємо на сутність амрити
Хай направить нас Чандра
інший варіант Чандра-гаятрі, вірніше Сома-гаятрі:
- Om padmadhwajaaya vidmahae

hema rupaaya dheemahi 
tanno soma prachodayaat
- Поклоняємося тому, хто тримає лотос
- Медитуємо на Осяйного білизною
- Хай направить нас Сома.